# Янніс Кірастас
Янніс Кірастас (грец. Ιωάννης Κυράστας, 25 жовтня 1952, Пірей — 1 квітня 2004, Афіни) — грецький футболіст, що грав на позиції півзахисника. По завершенні ігрової кар'єри — тренер.
Виступав за клуби «Олімпіакос» та «Панатінаїкос», з якими став семиразовим чемпіоном Греції та шестиразовим володарем Кубка Греції. Також грав за національну збірну Греції, з якою був учасником чемпіонату Європи 1980 року.

## Клубна кар'єра
Народився 25 жовтня 1952 року в місті Пірей. Вихованець футбольної школи клубу «Олімпіакос». Дебютував у першій команді 10 грудня 1972 року проти «Кавали». З командою з Пірея він зіграв у 223 іграх, з яких 16 у єврокубках. За цей час п'ять разів виборював титул чемпіона Греції і 3 національні кубки.
1981 року перейшов у стан принципового суперника, клуб «Панатінаїкос», за який відіграв наступні 5 сезонів. Граючи у складі «Панатінаїкоса» також здебільшого виходив на поле в основному складі команди. За цей час додав до переліку своїх трофеїв ще два титули чемпіона Греції та три кубки, а також доходив до півфіналу Кубка чемпіонів 1984/85. Загалом за клуб він провів 145 матчів, 14 з них у єврокубках. Завершив кар'єру футболіста виступами за команду «Панатінаїкос» наприкінці 1986 року.

## Виступи за збірну
15 листопада 1974 року дебютував в офіційних матчах у складі національної збірної Греції, замінивши Константіноса Йосіфідіса після перерви домашнього товариського матчу проти Кіпру (3:1).
У складі збірної був учасником чемпіонату Європи 1980 року в Італії, де греки посіли останнє місце у своїй групі, а сам він провів два матчі, в яких вони поступилися Нідерландам (0:1) та Чехословаччині (1:3).
Остання гра Кірастаса за збірну закінчилася поразкою в Афінах від Польщі (1:4) в рамках провального відбору до чемпіонату світу 1986 року. Загалом протягом кар'єри в національній команді, яка тривала 12 років, провів у її формі 46 матчів.

## Кар'єра тренера
Розпочав тренерську кар'єру 1987 року, очоливши тренерський штаб невеликого клубу «Етнікос» (Елліноросон). Надалі тренував клуби «Месолонгіон», «Проодефтікі», «Етнікос» (Пірей), «Паніоніос», «Панарякос» (Аргос) та «Паніліакос».
1999 року прийняв пропозицію попрацювати у клубі «Панатінаїкос» і завоював із «зеленими» друге місце в чемпіонаті, ставши при цьому тренером року в Греції, після чого подав у відставку. Провівши решту року на посаді головного тренера «Іракліс», Янніс знову повернувся до «Панатінаїкоса», який тренував до грудня 2001 року. Попри вдалий виступ своїх підопічних у Лізі чемпіонів 2001/02, де команда сенсаційно виграла групу, Кірастас подав у відставку після домашньої поразки у чемпіонаті від ПАОКа (1:2).

## Титули та досягнення
- Чемпіон Греції (7):

«Олімпіакос»: 1972/73, 1973/74, 1974/75, 1979/80, 1980/81
«Панатінаїкос»: 1983/84, 1985/86
- Володар Кубка Греції (6):

«Олімпіакос»: 1972/73, 1974/75, 1980/81
«Панатінаїкос»: 1981/82, 1983/84, 1985/86

## Смерть
5 березня 2004 року Кірастас був доставлений у критичному стані до лікарні. Він хворів на рідкісну хворобу Фурньє (хвороботворну некротичну гангрену та поліорганну недостатність), яка була вже на просунутій стадії. 11 березня лікарі розпочали хірургічну обробки рани, сподіваючись, що це зможе зупинити розвиток сепсису. Після операції Янніс став виявляти перші ознаки поліпшення, здавалося, що він поступово приходить до тями й може дихати без допомоги спецтехніки. Вранці 29 березня його стан раптово погіршився, а 1 квітня він помер у відділенні інтенсивної терапії.